# Silence turquoise
Silence turquoise est un récit de Laure de Vulpian et Thierry Prungnaud,,,,,,sur l'opération Turquoise lors du Génocide au Rwanda.

## Résumé
Ce livre révèle la version de Thierry Prungnaud, ancien du GIGN,  membre de l'opération Turquoise.

## Éditions
- Silence Turquoise, éditions Don Quichotte  (ISBN 978-2359490923)